# Porto Potenza Picena
Porto Potenza Picena (Porto Monte Santo fino al 1862) è la più popolosa frazione del comune maceratese di Potenza Picena nelle Marche. È una nota stazione balneare, che si affaccia sul mare Adriatico ad est e ad ovest sulle dolci colline delle campagne marchigiane.

## Geografia fisica
Porto Potenza Picena è una frazione che sorge sulla costa adriatica, tra Porto Recanati (6 km a nord) e Civitanova Marche (a 5 km sud), e lungo la Strada Statale 16 "Adriatica". Da Macerata dista circa 25 km e da Ancona circa 40.
Tra Porto Potenza Picena e Civitanova Marche c'è la foce del torrente Asola. È un torrente di circa una quindicina di chilometri, che nasce presso Monte Nuovo nella campagna marchigiana a 222 metri di altitudine e sfocia nel mare Adriatico.

## Storia
Si ritiene che in epoca romana, nei luoghi dove sorge attualmente la cittadina di Porto Potenza Picena si trovasse la colonia romana di Sacrata.
L'abitato attuale si è sviluppato lungo la costa, attorno alla torre eretta nel XVI secolo come difesa dalle incursioni piratesche. Il nucleo storico della cittadina, situato a sud della stazione ferroviaria, è formato da schiere di casette appartenute un tempo a famiglie di pescatori. Nel secondo dopoguerra lo sviluppo si è notevolmente accelerato grazie alla vocazione turistica e balneare della località.

## Monumenti e luoghi d'interesse
Torre di Sant'Anna
Nel borgo marinaro è presente la ragguardevole Torre di Sant'Anna, ciò che resta di un edificio fortificato di origine medievale, che ha subito vari rimaneggiamenti nel corso dei secoli. Nel 1766 il Comune intervenne in modo consistente sull'intero edificio e, dunque, sulla torre che venne coronata anche da merli ghibellini, al pari dei muraglioni perimetrali. Dopo le guerre napoleoniche, esauritosi il fenomeno delle incursioni barbaresche sull'Adriatico, venne meno anche la sua funzione di difesa; l'edificio, che in età napoleonica era divenuto di proprietà demaniale, venne poi lasciato in stato di semi-abbandono. Dopo l'unità d'Italia, il Comune ne riacquisì la proprietà e qualche anno dopo decise di demolire il manufatto conservando solo la Torre vera e propria. Questa subì un nuovo intervento nel 1884, quando venne modificata la sua parte superiore.
Chiesa di Sant'Anna
La nuova chiesa di S. Anna si trova accanto alla suddetta Torre di S. Anna, e con essa costituisce uno degli elementi storici più interessanti del paese. La chiesa fu edificata nel 1926 con una facciata di forme neogotiche su progetto dell'architetto Eusebio Petetti, che intendeva in tal modo armonizzare il nuovo edificio con la vicina torre medievale; conserva all'interno un dipinto raffigurante La Vergine con Bambino tra i Santi Gioacchino ed Anna del XVII secolo, attribuita alla mano del pittore secentesco Gian Domenico Cerrini meglio noto come Cavalier Perugino (Perugia, 1609 – Roma, 1681).
Villa Bonaccorsi
Nelle immediate vicinanze del borgo marittimo si trova la rinascimentale Villa Bonaccorsi, esempio di giardino all'italiana del Settecento conservato intatto in ogni particolare. Villa Bonaccorsi è originaria del XVI secolo ma ha subito grandi modifiche di ampliamento e ristrutturazione nel settecento, in particolare nel 1745/1750 per mano di Pietro Bernasconi stretto collaboratore del Vanvitelli. Il parco rivolto a sud-est digrada su un fianco della collina verso la valle del torrente Asola presentandosi con cinque terrazze attraversate da una scala centrale. Il giardino presenta piante rare, siepi ed aiuole ed è adornato da nicchie, obelischi, fontane, giochi d'acqua  e statue mitologiche o grottesche di origine vicentina della bottega dei Marinali.
Area archeologica di Potentia
A pochi chilometri dal centro abitato di Porto Potenza Picena, percorrendo la S.S. 16 Adriatica in direzione nord verso Porto Recanati, si può visitare un sito archeologico che testimonia l'esistenza dell'antica Colonia romana di Potentia, fondata nel 184 a.C. e poi distrutta da un violento terremoto nel 56 a.C. Successivamente ricostruita, non sopravvisse alle invasioni barbariche. Fino ad ora sono stati portati alla luce resti del Tempio di Giove, l'antico mercato coperto, gli edifici termali e una domus con pavimentazione a mosaico.

## Economia

### Turismo
La particolarità delle sue spiagge (sabbiose, con ghiaia e con flora autoctona) e l'alta percentuale di raccolta differenziata, hanno fatto sì che dall'anno 2008, la località sia stata insignita del vessillo della Bandiera Blu d'Europa.Anche nel 2011 Porto Potenza Picena ha riconfermato questo importante riconoscimento.

## Infrastrutture e trasporti
La località è servita dalla stazione di Potenza Picena-Montelupone.

## Sport

### Pallavolo
La squadra di pallavolo femminile è la Volley Torresi che gioca in serie B2.

### Calcio
La squadra di calcio è l'A.S.D. Porto Potenza Calcio che gioca in 2ª Categoria. Ha giocato anche in Promozione.